# Ator

Il culturista americano Miles O'Keeffe interpreta Ator nei primi tre film della serie.

Ator è un personaggio di fantasia protagonista di quattro film di serie B europei di genere sword and sorcery girati negli anni ottanta. Ator venne creato dal regista italiano Joe D'Amato, sotto lo pseudonimo di David Hills. D'Amato scrisse e diresse il primo, il secondo e il quarto film della serie, mentre il terzo venne diretto da Alfonso Brescia sotto lo pseudonimo di Al Bradley e da Ovidio Assonitis. Ator venne interpretato nei primi tre film da Miles O'Keeffe e da Eric Allan Kramer nel quarto.
Ator è una copia del popolare personaggio della serie di film ispirato da Conan il barbaro, con protagonista Arnold Schwarzenegger. Spadaccino, alchimista, scienziato, mago, studioso e ingegnere, e creare oggetti dal nulla sono tutte qualità che Ator possiede. Sia Conan che Ator sono fortemente muscolosi, indossano indumenti succinti caratteristici degli uomini occidentali europei e combattono contro mostri, personaggi bizzarri e villaggi fantasiosi in un periodo di tempo non specificato, anche se si presune che le vicende si svolgano nel Medioevo.
Il primo film di Conan, Conan il Barbaro, venne distribuito il 14 maggio 1982, mentre il primo film di Ator venne girato poco dopo e distribuito più tardi nello stesso anno. I film della serie di Ator sono noti al pubblico per la povertà dei mezzi, la recitazione mediocre e i momenti involontariamente comici; ad esempio quando Ator usa la tecnologia moderna nell'ambientazione medievale del film. Tutti i film della serie sono stati dei flop al botteghino, sia in Europa che in America. Anche la critica è stata dura nei confronti dei film, tant'è che tutti i film sono stati accolti negativamente. Dopo la realizzazione del secondo film iniziarono a sorgere delle polemiche (dato che D'Amato era stato più volte inserito nella "lista nera" in Europa) secondo il quale D'Amato stava cercando di fare soldi dal successo dei film di Conan. La serie fa parte della categoria mockbuster, ovvero quei film che vengono lanciati sul mercato cercando di cavalcare l'onda di un film che precedentemente ha riscosso un notevole successo.

## Film

### Ator l'invincibile
Il primo film della serie è Ator l'invincibile, conosciuto in Italia anche con il titolo Ator, l'aquila battante. Il film venne distribuito inizialmente in Italia il 7 ottobre 1982, mentre in America nel marzo del 1983. Il film ebbe così poco successo che in Italia non venne mai edito in VHS, anche se a volte viene mandato in onda da alcune reti private; inoltre Ator l'invincibile come tutti i suoi sequel è stato accolto freddamente dalla critica internazionale.

La maga Indun

All'inizio del film, Ator chiede a suo padre il permesso di sposare sua sorella. Suo padre gli risponde che è stato adottato, perciò gli dà il permesso di sposarla. Durante lo sposalizio Roon viene rapita da Dakkar, il sommo sacerdote del ragno gigante e Ator viene preso in custodia da Griba che gli insegna l'arte del combattimento. Durante il suo viaggio Ator incontra la maga Idun, dei morti viventi, delle ombre poste a difesa dello specchio magico di Mordor e altri mostri. Con L'aiuto dello specchio magico annienta Dakkar, libera Roon e uccide il dio ragno.

### Ator 2 - L'invincibile Orion
Ator 2 - L'invincibile Orion è conosciuto in Italia anche come La vendetta di Ator e Ator l'invincibile 2. Il film venne distribuito nel 1984 in America come The Blade Master, mentre la director's cut come Cave Dwellers (Gli abitanti delle caverne). Come il precedente, Ator 2 - L'invincibile Orion entrò in produzione subito dopo la distribuzione nei cinema del secondo film di Conan, Conan il distruttore, e venne distribuito lo stesso anno. Inizialmente D'Amato doveva dirigere un film intitolato Adamo ed Eva, ma a causa di pressioni da parte di O'Keeffe, venne girato il sequel di Ator. All'interno del secondo capitolo di Ator si intrecciano molte tematiche, tra cui il trionfo della scienza sulla magia, il guerriero spirituale asiatico, e l'antagonista guerriero.
Ator e il suo amico Thong (un uomo muto di stirpe asiatica), viaggiano verso la mitologica "fine della Terra" per salvare il mentore di Ator da un malvagio mago. Ator dopo vari combattimenti riesce a distruggere un oggetto antico, il "Nucleo geometrico", che il suo mentore proteggeva dagli uomini dal male. Il film si apre con dello stock footage proveniente dai film Dove osano le aquile e Taur, il re della forza bruta; e con un breve riassunto del film precedente. Inoltre anche sul finale, come nel capitolo precedente viene usato dello stock footage di una bomba nucleare per dimostrare che Ator ha distrutto il "Nucleo geometrico". Tuttavia non si sa se effettivamente D'Amato abbia chiesto l'autorizzazione per usare lo stock footage proveniente dagli altri film.
Il film è stato un insuccesso sia al botteghino che per l'home video. È stato accolto così male dai critici che la director's cut Cave Dwellers è stata usata durante una puntata del programma televisivo Mystery Science Theater 3000, programma che prende in giro i B-movies. L'episodio in cui è apparso il film è stato votato dai fan del programma come uno dei migliori dieci dell'intera serie. La versione cinematografica americana, The Blade Master, ora gode di modesto successo sul mercato dell'home video come film cult. The Blade Master è nella "Bottom 100", la lista che comprende i peggiori film mai realizzati votati dagli utenti del sito Internet Movie Database. Sin dalla creazione del sito, il film è rimasto nella "Bottom 100". Attualmente è nella Top 50.

### Iron Warrior
D'Amato abbandonò la serie di Ator nel 1986, quando venne annunciato che non ci sarebbe stato un terzo film su Conan. Alfonso Brescia nel 1987 invece decise di scrivere e dirigere il terzo film della serie, Iron Warrior (rititolato Ator il guerriero di ferro per l'uscita in DVD nel 2010). Dopo le prime riprese Brescia fu coinvolto in un incidente, così il film venne terminato da Ovidio Assonitis. Per questo film inoltre Brescia disponeva di un budget più elevato rispetto ai primi due film, per questo vennero utilizzate una varietà di tecniche e trucchi cinematografici per dargli un significato più profondo.
A differenza dei primi due film, non vengono usate riprese provenienti dai precedenti capitoli o stock footage. Il film rende omaggio a una serie di film popolari al tempo, come Superman, Indiana Jones e il tempio maledetto, Excalibur e I predatori dell'arca perduta. La colonna sonora del film è stata, come la prima della serie, creata da Carlo Maria Cordio, ed uno dei suoi temi per il film è una rielaborazione della colonna sonora del film di Joe D'Amato Rosso Sangue (sempre creata da Cordio).
Il terzo capitolo di Ator segue solo in parte la trama di Ator 2 - L'invincibile Orion, e abbandona la continuità dei primi due, arrivando al punto di contraddire completamente la storia di Ator, che precedentemente era stato adottato, mentre questo si apre con Ator che gioca con suo fratello gemello. Anche Ator viene cambiato drasticamente: ha i capelli neri con una coda di cavallo, e durante il film dice circa cinquanta parole.
Il film venne distribuito in America il 9 gennaio 1987 e al cinema guardagnò 11.385 dollari. Il film venne proiettato solo in poche sale per una sola settimana di programmazione. Rispetto ai precedenti, i critici accolsero il film con recensioni contrastanti e prevalentemente negative, tant'è che questo capitolo è considerato il migliore dell'intera serie. Tuttavia il film è presente nella classifica dei peggiori film del 1987 sul sito Flickchart, e nella "Bottom 10" dei film romantici nel sito IMDb. Attualmente è alla 10ª posizione.

### Quest for the Mighty Sword
Joe D'Amato non rimase soddisfatto dall'approccio che Brescia prese con Ator, e per questo riprese il controllo della serie nel 1988. Nel 1990, venne distribuito l'ultimo film di Ator, Quest for the Mighty Sword, che ripercorre le vicende del primo film della serie. Il film venne distribuito in Italia con il titolo alternativo The Lord of Akili, mentre in America come Ator III: The Hobgoblin, titolo che indica il disprezzo di D'Amato verso il film precedente.
In questo film Ator viene interpretato da Eric Allan Kramer, questo è l'unico film della serie, in cui Ator non viene interpretato da Miles O'Keeffe. I costumi dei troll vennero riutilizzati nel film Troll 2, infatti, questo film è stato distribuito come Troll 3 in Germania. Come tutti i film precedenti il film fu un flop e venne aspramente criticato.

## Recensioni
| Film                         | Rotten Tomatoes (Community) | AllMovie | IMDb |
| Ator l'invincibile           | 15%                         | 1/5      | 2,3  |
| Ator 2 - L'invincibile Orion | 19%                         | 1,5/5    | 1,8  |
| Iron Warrior                 | 11%                         | 1/5      | 1,5  |
| Quest for the Mighty Sword   | 8%                          | 1/5      | 1,4  |